# Generalbauinspektor für die Reichshauptstadt

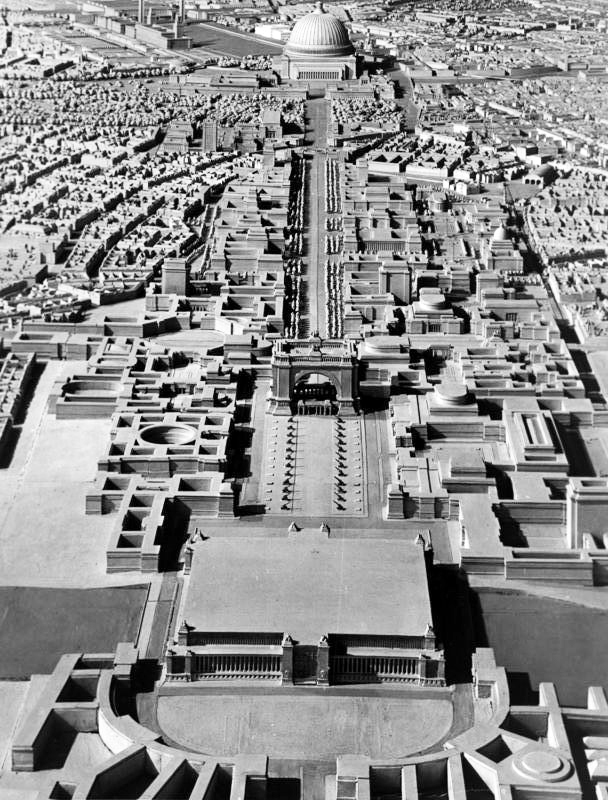
Berlin, Modell von 1939 zur Neugestaltung nach Speers Plänen. Blick vom geplanten Südbahnhof über den Triumphbogen bis zur Großen Halle (Nord-Süd-Achse).

Generalbauinspektor für die Reichshauptstadt (G.B.I., GBI) war während der Zeit des Nationalsozialismus der Titel Albert Speers und zugleich die Bezeichnung einer ihm unterstellten Behörde. Der Generalbauinspektor sollte Berlin im Sinne nationalsozialistischer Machtrepräsentation umgestalten. Die Dienststelle war mit ministeriumsgleichen Befugnissen nur dem „Führer“ Adolf Hitler unterstellt und allen städtischen Behörden übergeordnet.

## Entstehung des GBI

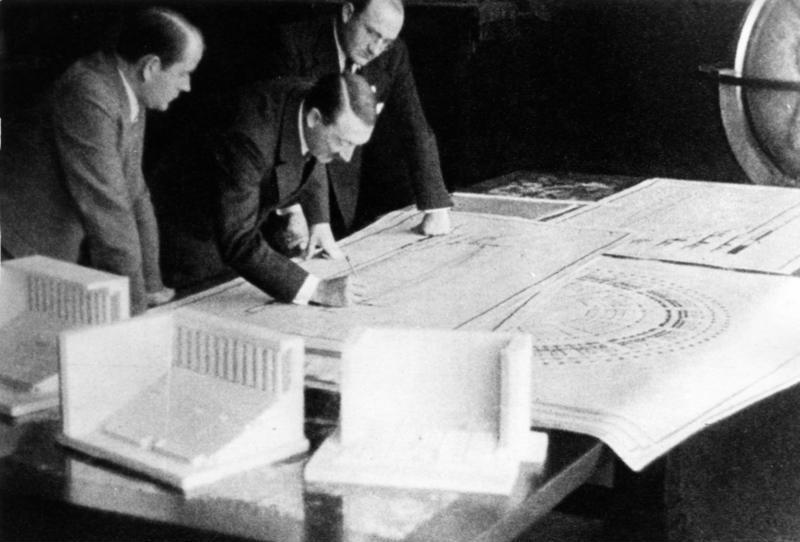
Speer, Hitler, Architekt Ruff mit Bauplänen und Modellen, ca. 1933/1934

Überlagerungszeichnung der Großen Halle auf dem Spreebogen zwischen dem heutigen Hauptbahnhof links oben und Reichstagsgebäude rechts unten

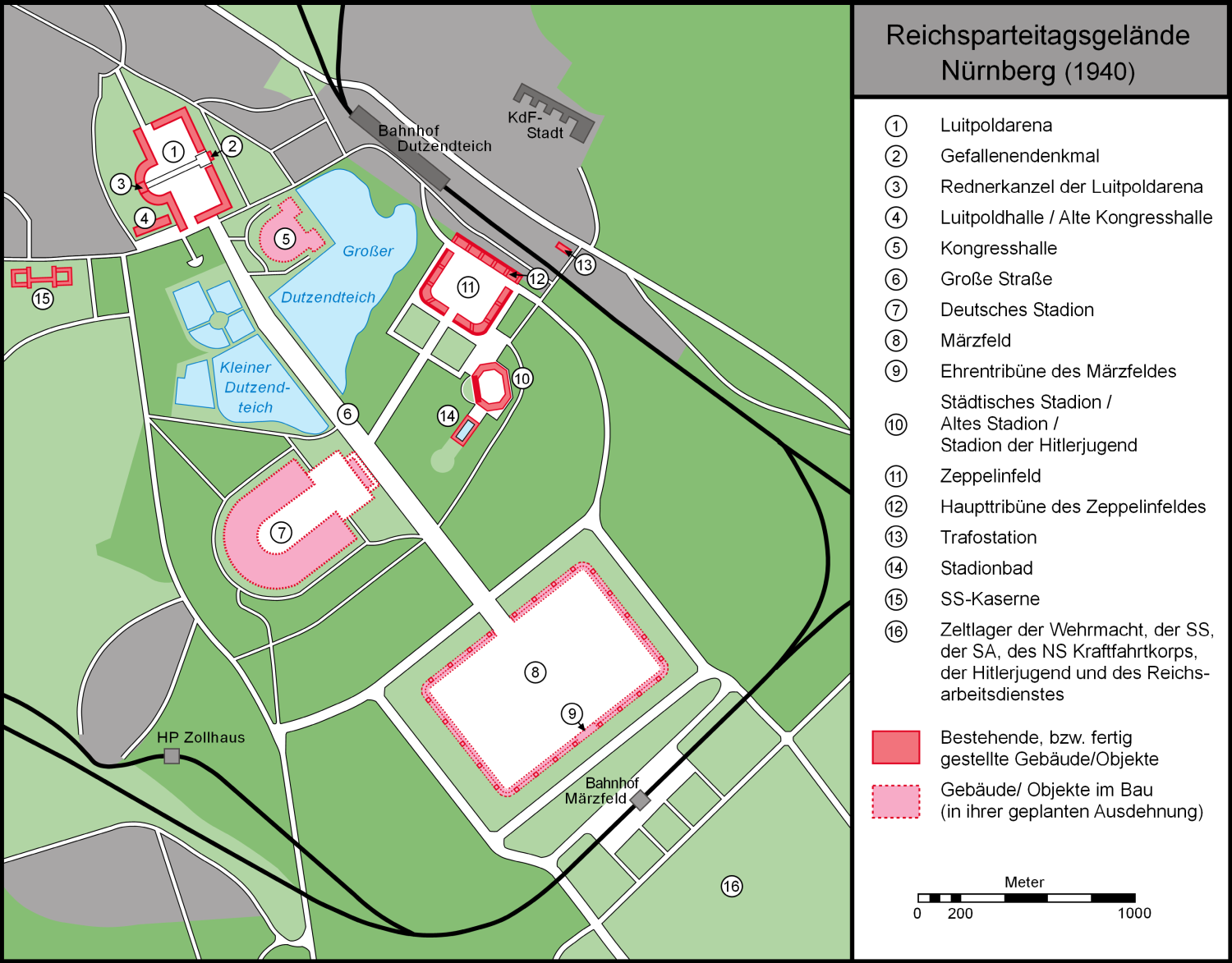
Das Reichsparteitagsgelände in Nürnberg, um 1940

Albert Speer war es nach dem Tod von Paul Ludwig Troost (1934), dem ersten „Lieblingsarchitekten des Führers“, rasch gelungen, das Vertrauen Hitlers zu erwerben. Speer hatte bereits bei den Bauten für die Reichsparteitage in Nürnberg (1934–1936) für Hitler gearbeitet und wurde bald als „Architekt des Führers“ bezeichnet. Seit 1936 – noch in Speers privatem Büro und unter Geheimhaltung – mit Entwürfen für die Umgestaltung Berlins befasst, bereitete sein Planungsstab auch ein Arbeits- und Personalkonzept vor, mit dem die Baupläne umgesetzt werden sollten. Die Planung schritt rasch voran, sodass Hitler am 30. Januar 1937 für Speer und dessen Stab per Führererlass die Einrichtung eines Generalbauinspektors für die Reichshauptstadt verfügte. Diesem oblag die Federführung eines Projekts, das später programmatisch mit „Welthauptstadt“ bzw. „Germania“ tituliert wurde (siehe Artikel Welthauptstadt Germania).
Mit der Befugnis zur Aufstellung eines „neuen Gesamtbauplans für die Reichshauptstadt Berlin“ war der GBI berechtigt, jede ihm nicht genehme Veränderung in einem einseitig deklarierten Interessengebiet zu unterbinden, das rund die Hälfte der Stadtfläche umfasste. Ihm stand ein Vetorecht bei allen Bauten, Straßenzügen, Parkanlagen usw. zu, die das Stadtbild in diesem Bereich betrafen. Darüber hinaus war er berechtigt, alle Maßnahmen und Anordnungen zu treffen, die zur Herstellung eines einheitlichen Gesamtbildes nötig waren. „Zur Durchführung seiner Aufgaben“ hatten ihm ferner „die Behörden des Reichs, des Landes Preußen und der Reichshauptstadt zur Verfügung“ zu stehen. Da Speer direkt von Hitler eingesetzt und nur diesem verantwortlich war, kam seine Position der eines Ministers gleich.
Innerhalb weniger Monate wurden diese Befugnisse präzisiert, erweitert und auf andere Städte ausgedehnt (Verordnungen über die Neugestaltung der Reichshauptstadt Berlin vom 5. November 1937; Zweiter Erlaß über den Generalbauinspektor für die Reichshauptstadt und Erste Verordnung zur Ausführung des Erlasses über den Generalbauinspektor für die Reichshauptstadt vom 20. Januar 1938).
Mit Monumental-Projekten wie der Neuen Reichskanzlei von 1938/1939 stellte Speer alsbald die Leistungsfähigkeit des GBI unter Beweis und festigte seine Position. Die Germania-Planungen waren durch die rechtliche Stellung des Generalbauinspektors jeder weiteren Kontrolle entzogen; sie unterlagen weder bauplanungs- oder bauordnungsrechtlich den Berliner Vorschriften, noch waren sie in das bestehende Planungssystem eingebunden. Als sich 1940 der NS-Oberbürgermeister Julius Lippert weigerte, vom Generalbauinspektor einseitige Weisungen entgegenzunehmen und auf einer gegenseitigen Abstimmung und Zusammenarbeit bestand, wurde er auf Betreiben Speers kurzerhand von Hitler entlassen.

## Dienstgebäude

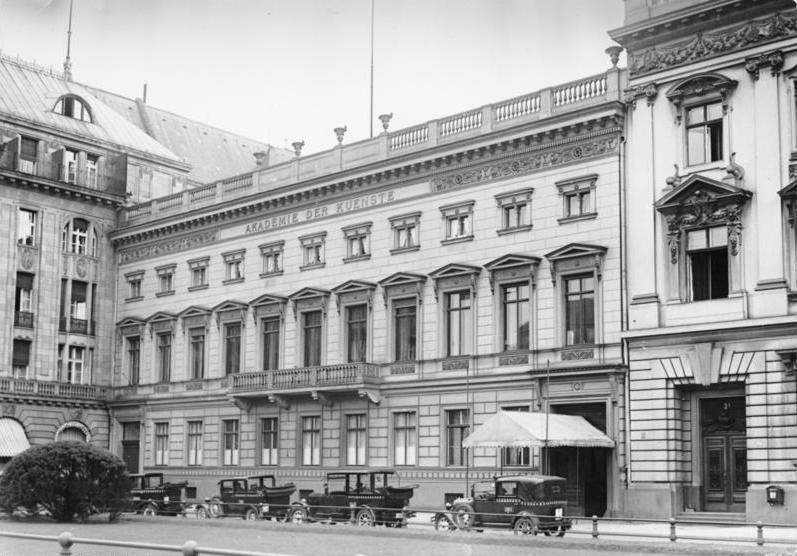
Das Palais Arnim, der Sitz des Generalbauinspektors (Fotografie 1933, damals Akademie der Künste)

Untergebracht wurde die Dienststelle des Generalbauinspektors auf Initiative Speers im Palais Arnim am Pariser Platz 4, dem Sitz der Akademie der Künste, die in das Kronprinzenpalais umziehen musste. Vorteil der Lage am Pariser Platz war, dass Hitler zu Fuß durch die Ministergärten zum Palais gelangen konnte, um dort unbemerkt von der Öffentlichkeit die Modelle und Pläne für den geplanten Umbau Berlins zur ‚Welthauptstadt Germania‘ zu besprechen und zu besichtigen. Außerdem bezog der GBI an der Charlottenburger Chaussee Räume im Haus des Deutschen Gemeindetages, das 1938/1939 an der neugestalteten Ost-West-Achse errichtet wurde; heute ist dies das Ernst-Reuter-Haus an der Straße des 17. Juni. Ein weiteres Dienstgebäude befand sich in der Alsenstraße dicht beim Reichstagsgebäude; es ist heute nicht mehr erhalten. Nach einem alliierten Bombenangriff wurde die Hauptdienststelle am Pariser Platz in ein Barackenlager an der AVUS-Südkurve ausgelagert. Nach einem weiteren Bombentreffer auf dieses Barackenlager wurde die gesamte Dienststelle nach Hainspitz in Thüringen verlagert.

## Personal und Gliederung
Da die neue Dienststelle weder einer politischen Kontrolle durch die NSDAP noch einer fachlichen Aufsicht anderer Verwaltungen unterstand, hatte Speer für Aufbau und Personalpolitik freie Hand. Innerhalb des GBI erfolgte eine weitere Aufgliederung nach Aufgabenstellung:
- Für Architektur- und Stadtplanung wurde die Planungsstelle geschaffen, unter Leitung von Willi Schelkes, Hans Stephan, Gerhard Fränk sowie Rudolf Wolters (zu letzterem siehe auch: Chronik der Speerdienststellen).
- Für Verwaltung und Wirtschaft war das Hauptamt zuständig, geleitet vom Finanzexperten Karl Maria Hettlage.
- Daneben gab es – als drittes Amt – die Generalbauleitung unter Führung von Walter Brugmann aus Nürnberg.

Innerhalb kürzester Zeit wurden Verbindungen zu bekannten Größen deutscher Architektur aufgenommen – so zu Paul Bonatz, der vom GBI einen Auftrag für das Oberkommando der Kriegsmarine erhielt, zu Wilhelm Kreis, der Aufträge für das Oberkommando des Heeres, die Soldatenhalle und verschiedene Museen erhielt und zu Peter Behrens, der das neue Verwaltungsgebäude der AEG an der geplanten Nord-Süd-Achse planen sollte. Aber auch jüngere, noch unbekannte Architekten wurden eingebunden, wie Helmut Hentrich und Friedrich Tamms, die Speer noch von seinem Studium her kannte, oder Theodor Dierksmeier, Friedrich Hetzelt, Herbert Rimpl, Heinrich Rosskotten und Karl Wach. Auch Hanns Dustmann, der „Reichsarchitekt der Hitlerjugend“, sollte für Berlin monumentale Versammlungshallen entwerfen. (Siehe auch: Architektur im Nationalsozialismus)
Die Dienststelle wuchs schnell: 1939 gehörten ihr bereits 91 Mitarbeiter an: 28 Architekten, 22 Techniker, 41 Büroangestellte.

## Finanzierung
Nach Schätzungen Speers hätten die Baumaßnahmen ein Volumen von insgesamt rund vier bis sechs Milliarden Reichsmark gehabt, wobei versucht wurde, die Kosten auf möglichst viele Etats zu verteilen. So hatte der Generalbauinspektor selbst ein jährliches Budget von 60 Millionen Reichsmark allein für die Planungsleistungen erhalten. Schon die Berliner Stadtverwaltung musste im Jahr 1938 für die Realisierung der GBI-Planungen 90 Millionen Reichsmark (kaufkraftbereinigt in heutiger Währung: rund 471,2 Millionen Euro) ausgeben, auch andere Institutionen sollten die zukünftig von ihnen genutzten Gebäude selbst finanzieren.
Speer vereinbarte mit Heinrich Himmler die Herstellung und Lieferung von Baumaterial durch KZ-Häftlinge. Das Kapital für die von der SS gegründete Firma Deutsche Erd- und Steinwerke GmbH (DEST) wurde aus dem Haushalt des GBI gestellt. Das Geld floss direkt in den Aufbau des KZ-Systems. Der zinslose Kredit für die SS-Totenkopfverbände war rückzahlbar an Speers Behörde in Form von Steinen und anderen Baumaterialien. Deshalb wurden fast alle KZ zwischen 1937 und 1942 in der Nähe von Tongruben oder Steinbrüchen gebaut. Für die Lager in Groß-Rosen in Schlesien und Natzweiler-Struthof im Elsass legte Speer 1940 die Standorte wegen der dortigen Granitvorkommen sogar selbst fest. Speziell in den Vogesen wurde das KZ Natzweiler-Struthof nach der Besetzung Frankreichs auf Vorschlag von Speer dort angesiedelt, um den dort vorkommenden roten Granit zu brechen.
Heute lässt sich aufgrund der Aktenlage beweisen, dass die Deportationslisten zwischen Oktober 1941 und März 1943 von Speers GBI-Mitarbeitern zusammen mit der Gestapo erstellt wurden. Speer hat die Kenntnis davon bis zu seinem Tode bestritten. Gleichwohl schrieb er in einem Brief vom 13. Dezember 1941 an Martin Bormann, dass die „Aktion in vollem Gange“ sei, und beschwerte sich darüber, dass Bormann „Judenwohnungen“ ausgebombten Berlinern bereitstellen wolle, obwohl doch diese ihm (Speer) zustünden.

## Enteignungen
Um Platz für die ungeheure Menge an geplanten Neubauten in Berlin zu schaffen, mussten notgedrungen ganze Stadtviertel abgerissen werden. 1937 wurde ein Gesetz erlassen, das eine Enteignung zur Neugestaltung deutscher Städte ermöglichte. Auf dieser Grundlage ging der Generalbauinspektor 1938 daran, im Spreebogen und in Tempelhof Gebäude abzureißen, obwohl ein Wohnungsbedarf von mehr als 100.000 Wohnungen bestand. Mit den Abrissen sollte Platz geschaffen werden für die neue Große Halle und den Südbahnhof in Tempelhof. 1941 sahen die Planungen des GBI vor, in Berlin insgesamt 52.144 Wohnungen für die Neugestaltung abzureißen; das wären mithin 3,63 % des geschätzten Wohnungsbestandes in Berlin gewesen. Bei der damaligen Belegung wären dadurch rund 150.000 bis 200.000 Berliner wohnungslos geworden.

## Zwangsräumung jüdischer Mieter
Da die Stellung von Ersatzwohnungen schwierig und Entschädigungen für Räumungspflichtige teuer waren, veranlasste oder beförderte der GBI ab 1938 die Aufhebung von Mietverträgen jüdischer Mieter, Zwangsräumungen und Einweisungen in „Judenhäuser“ sowie die Arisierung jüdischen Grundbesitzes auf Grundlage der Verordnung über den Einsatz des jüdischen Vermögens. Auf diese Weise wurden in den Folgemonaten schätzungsweise 15.000–18.000 Wohnungen requiriert. Die aus ihren Wohnungen vertriebenen Juden wurden zunehmend an der Emigration gehindert, ihr Vermögen beschlagnahmt und sie zahllos in Konzentrationslager verschleppt. Um die „Aussiedlung“ von Juden und die Neuvergabe der Wohnungen zu organisieren und zu beschleunigen, wurde eigens eine Durchführungsstelle des GBI unter Leitung von Karl Maria Hettlage eingerichtet.
Nach dem Kriegsbeginn im Jahr 1939 verfügte Speer einen generellen Stopp des Wohnungsabrisses – die Räumung von Wohnungen jüdischer Mieter und Besitzer ging allerdings unvermindert weiter.

## Zwangsarbeiter
Sowohl durch die Mengen Naturstein als auch durch die Rüstungsanstrengungen war 1938 schon eine Verknappung an Material und Arbeitskräften zu spüren, die sich mit Kriegsbeginn weiter verschärfte. Allein für die Abrissarbeiten war zur damaligen Zeit ein enormer Personalaufwand nötig und Gleiches galt für die beginnenden Baumaßnahmen. So begann der Generalbauinspektor ab 1939 auch auf ausländische Zwangsarbeiter zurückzugreifen. Nach dem Überfall auf die Sowjetunion kamen verstärkt auch sowjetische Kriegsgefangene zu den Arbeitern. Entsprechend einer Planung des GBI von 1940 sollte der Einsatz der Zwangsarbeiter und Kriegsgefangenen nach dem Krieg auf über 180.000 Personen ansteigen.
Der GBI war an Planung, Genehmigung und Bau der rund 1000 heute bekannten Zwangsarbeiterlager in und um Berlin – ihre tatsächliche Zahl wird mittlerweile auf über 3000 geschätzt – maßgeblich beteiligt und betrieb etliche davon in eigener Regie. Er beschäftigte dort unter anderem „Fremdarbeiter“ aus Italien, Kriegsgefangene aus Osteuropa sowie deportierte Juden, die allerdings nach der „Fabrikaktion“ vom 27. Februar 1943 nicht mehr in den Lohnlisten auftauchten. Eines der Lager befand sich an der Staakener Feldstraße; es sollte dem Bau der Großen Halle dienen. Ein anderes Lager, nahe dem Eisstadion in Wilmersdorf, diente als Lazarett, ein weiteres befand sich im Krankenhaus Kaulsdorf.
Nach Siemens und der Reichsbahn war der GBI 1942/1943 drittgrößter Betreiber von Zwangsarbeiterlagern im Großraum Berlin. Auf dem Gelände des ehemaligen Doppellagers 75/76, in der Britzer Straße 5 in Niederschöneweide befindet sich heute das Dokumentationszentrum NS-Zwangsarbeit. In dem 1943 im Auftrag des GBI für 2000 Insassen errichteten Lager waren neben italienischen Zivilarbeitern weibliche KZ-Häftlinge eines Außenlagers von Sachsenhausen sowie vermutlich weitere Zwangsarbeiter aus West- und Osteuropa interniert.

## Nürnberger Kriegsverbrecherprozesse

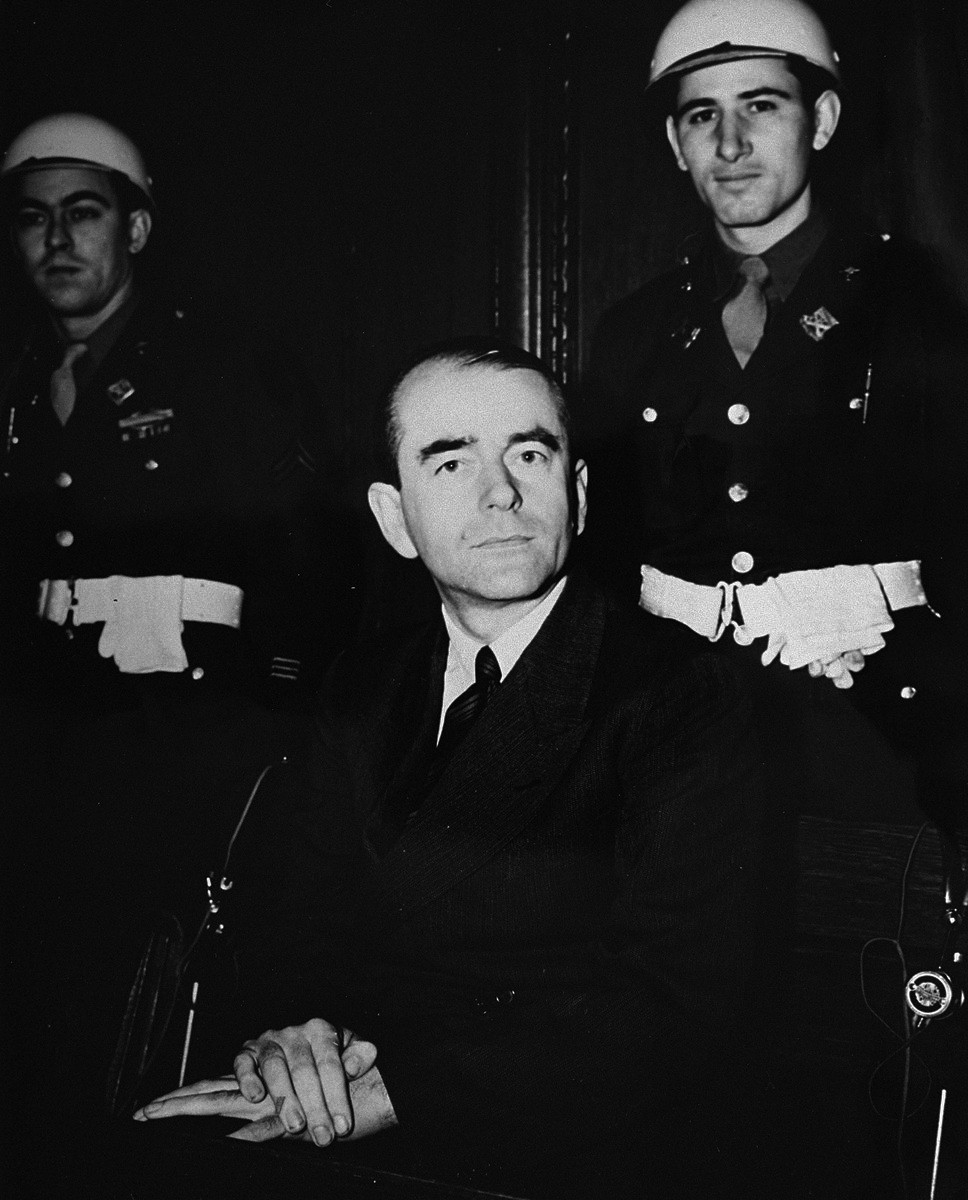
Albert Speer als Angeklagter bei den Nürnberger Prozessen, 1946

Für die Mitwirkung bei der Verschleppung von Juden, dem Einsatz von Zwangsarbeitern und seine Funktion als Reichsminister für Bewaffnung und Munition wurde Albert Speer im Nürnberger Prozess gegen die Hauptkriegsverbrecher wegen Kriegsverbrechen und Verbrechen gegen die Menschlichkeit (siehe Punkte 6a bzw. 6a–c des Londoner Statuts) zu 20 Jahren Haft verurteilt, die er bis 1966 im Kriegsverbrechergefängnis Spandau absaß. Ob dieses Urteil auch die Beteiligung des GBI an der Zwangsräumung von Juden („Judenentmietung“) abdeckte, war umstritten. Freunde Speers befürchteten neue Untersuchungen der Ludwigsburger Zentralen Stelle der Landesjustizverwaltungen zur Aufklärung nationalsozialistischer Verbrechen und eine erneute Anklage.